# کانتون-کومونا
کانتون-کومونا (به لاتین: Kanton-Kommuna) یک منطقهٔ مسکونی در روسیه است که در استان آمور واقع شده‌است.